# Alfredo Santaelena Aguado
Alfredo Santaelena Aguado (n. 13 d'octubre de 1967 a Vicálvaro, Madrid) és un exjugador i entrenador de futbol madrileny.

## Carrera

### Com a jugador
Alfredo Santaelena va debutar el 1987 en un equip modest de la Tercera Divisió, el Pegaso Tres Cantos. Un any després debutaria en Segona Divisió B en ser traspassat al Getafe Club de Futbol, equip en el qual despunta com a jugador i asoll ser internacional sub-21.
El 1989 arribaria el moment més important de la carrera d'Alfredo quan l'Atlètic de Madrid, un equip de primera divisió, el va fitxar. Al quadre matalasser va disputar com a titular la majoria dels partits i destaca en la seva posició. El seu millor moment en el club del Manzanares arribaria el 29 de juny de 1991, quan va guanyar el seu primer trofeu com a jugador, la Copa del Rei. En un partit enfront del RCD Mallorca en el qual es va arribar a la pròrroga, Alfredo va marcar l'únic gol de l'encontre i va ser l'home clau del partit. El 1992 el seu equip repetiria la victòria, vencent al Reial Madrid en el Santiago Bernabéu.
El 1993 va fitxar pel Deportivo de La Corunya juntament amb Donato. El 1995 guanyaria amb aquest equip la Copa del Rei, vencent al València en una final en la qual Alfredo, que va començar aquest partit en la banqueta, va marcar el gol de cap decisiu per a la victòria per 2-1 de l'equip gallec. Posteriorment, guanyaria també la Supercopa d'Espanya.
A mitjans temporada, el 1997 Alfredo va ser traspassat al Sevilla C.F, en el qual va jugar fins a la temporada 2000-2001; on va tornar al Getafe i va acabar en la 2001-2002 com a jugador del Pegaso Tres Cantos, retirant-se en aquest últim, com a jugador de futbol professional, amb 200 partits i 7 gols en el seu haver.

### Com a entrenador
Alfredo va iniciar la seva carrera com a entrenador en el mateix club on va començar com a jugador, el Pegaso Tres Cantos. Allí va romandre durant 3 temporades, i en la temporada 2003-04 va estar a punt d'ascendir al seu equip a Segona Divisió B. No obstant això, i tot i que el seu equip romangué invicte en la fase final, el doble valor dels gols fora de casa va provocar que caigués eliminat en el partit final davant el Marino de Luanco per 2-2.
Després de la seva etapa en el Pegaso, Alfredo va fitxar pel Cobenya en 3a Divisií i va assolir l'ascens enfront del filial deportivista. La temporada següent continua al capdavant del Cobenya en 2a B però no va poder evitar el descens del mateix a Tercera després de quedar en 18é lloc. Posteriorment va dirigir al Club Deportivo Ciempozuelos, quedant campions del grup VII de 3e Divisió, equip amb el qual quasi aconsegueix un nou ascens a Segona Divisió B després de perdre en l'últim partit per l'ascens.

## Clubs

### Com a jugador
| Club                   | Any       |
| ---------------------- | --------- |
| Pegaso Tres Cantos     | 1987-1988 |
| Getafe CF              | 1988-1989 |
| Atlètic de Madrid      | 1989-1993 |
| Deportivo de la Coruña | 1993-1997 |
| Sevilla FC             | 1997-2001 |
| Getafe CF              | 2001-2002 |
| Pegaso Tres Cantos     | 2001-2002 |

### Com a entrenador
| Club               | Any       |
| ------------------ | --------- |
| Pegaso Tres Cantos | 2003-2006 |
| CD Cobeña          | 2006-2007 |
| CD Ciempozuelos    | 2007-2008 |

## Títols
- Copa del Rei (3): Atlètic de Madrid (1991 i 1992) i Deportivo de la Corunya (1995)
- Supercopa d'Espanya temporada 1995/96